# Martin Frank (Schriftsteller)
Martin Frank (* 26. September 1950 in Bern) ist ein Schweizer Schriftsteller.

## Leben
Martin Frank wuchs erst in Bern, ab 1956 in Zürich auf. Zwischen 1969 und 1981 war er vorwiegend als Berufsmusiker, Programmierer und Übersetzer tätig. Ab 1970 hielt er sich mehrmals für längere Zeit in Indien auf, wo er Hindi, Urdu und Tamil lernte. Seit 1982 lebt und arbeitet er in Zürich. Er ist verheiratet und Vater von zwei Kindern.
Frank hat zahlreiche Romane und Erzählungen veröffentlicht, in denen homosexuelle Personen im Zentrum stehen. Sein erstes Werk, der 1979 erschienene berndeutsche Liebesroman ter fögi isch e souhung, war ein Bestseller und wurde 1998 unter dem Titel F. est un salaud verfilmt. Der ursprünglich in englischer Sprache veröffentlichte Roman Aruns Geschichte handelt an der Annamalai University in der südindischen Stadt Chidambaram.
2001 erhielt er den Buchpreis der Stadt Bern. Er war Mitglied der Gruppe Olten.

## Werke

### Prosa
- ter fögi isch e souhung. Roman (berndeutsch). Eco, Zürich 1979
  - überarbeitete Neuausgabe: Tini, Zürich 1998, ISBN 3-9521562-0-5
- Spannteppichjunge. Roman (deutsch). Eco, Zürich 1981
- LoBo. Erzählung (berndeutsch). Nachbar der Welt, Zürich 1982
- La mort de Chevrolet. Roman (berndeutsch). Ammann, Zürich 1984
- Sechs Liebesgeschichten (deutsch). Tini, Zürich 1999
- Ein kleines Totenbuch (deutsch und englisch). Edition Dino Simonett, Zürich 2000
- Blinde Brüder. Zwei Erzählungen (deutsch). Mit einem Essay von Wolfgang Proß. Tini, Zürich 2000
- rose x rikki deutsch. unter haltung für ent fremdeten nach wuchs. Roman (deutsch). Books on Demand, Norderstedt 2003, ISBN 3-0344-0130-2
- Ocean of Love. A Carnatic Novel. Roman (englisch). Aventine Press, Chula Vista 2003
  - deutsche Ausgabe: Aruns Geschichte. Roman. Männerschwarm Verlag, Hamburg 2012, ISBN 978-3-86300-106-3
- Venedig, 1911 (deutsch). Rimbaud Verlag, Aachen 2021, ISBN 978-3-89086-638-3

### Essay
- Wie entsteht ein Epos? In: Zukunft der Literatur – Literatur der Zukunft. Gegenwartsliteratur und Literaturwissenschaft. Fink, München 2003, ISBN 3-7705-3907-9

### Theater-Aufführungen
- Verliebt in n arsch. UA (in französ. Übers.) Lausanne, 2004

### Hörspiele
- Ä schöne buep seit adjö. Radio DRS, 1983